# Victorella bergi
Victorella bergi is een mosdiertjessoort uit de familie van de Victorellidae. De wetenschappelijke naam van de soort is voor het eerst geldig gepubliceerd in 1959 door Abrikosov.